# 太田達也 (ロードレースライダー)
太田 達也（おおた たつや、1988年10月14日- ）は、福岡県福間町出身のオートバイ・ロードレースライダーである。

## 人物
- 実家はオートバイショップを営んでおり、幼い頃よりオートバイに親しんでいた。
- 過去に不動産会社に勤務した会社員でもある。会社は本人のレース活動に協力的とのことであり、レース活動においてのメインスポンサーにもなっている。[1]
- 現在本人の熱い希望により、川崎重工業のオートバイ開発部門にて、勤務する。
- 勤務先変更にともない、明石に住居を構える。家の値段は5000万円する豪邸である。
- 現在多大なストレスと戦う日々を送っているが、唯一の癒しは、娘の笑顔と嫁の優しい支え。
- 2018年8月現在、副業でファミリマートの経営と、株、為替、不動産の売買を繰り返し、荒稼ぎしている。

## 主な戦績
- 2004年 - サーキットデビュー
- 2005年 - ロードレース九州選手権シリーズ 第5戦にてロードレースデビュー（GP125クラス）
- 2006年 - 宗像走ろう会 & R.P.WITH

ロードレース九州選手権シリーズ GP125クラスフル参戦
MFJ国際ライセンス昇格
- 2007年 - 宗像走ろう会 & R.P.WITH

ロードレースサウスチャレンジカップ選手権シリーズ GP125クラスフル参戦
サウスチャレンジカップシリーズ選手権GP125クラス シリーズチャンピオン獲得
- 2008年 - TEAM LIFE & R.P.WITH ドリーム北九州

全日本ロードレース選手権シリーズ GP125クラスフル参戦
- 2009年 - TEAM NOZUKA & R.P.WITH

ST600クラスに転向
全日本ロードレース選手権シリーズ 第3戦出場
サウスチャレンジカップ選手権シリーズ 第2戦、第4戦、第5戦出場
OKAYAMAロードレース選手権シリーズ 第5戦出場
- 2010年 - グリーンクラブ & Team能塚

全日本ロードレース選手権シリーズ 第3戦出場
サウスチャレンジカップ選手権シリーズ ST600クラスフル参戦
サウスチャレンジカップ選手権シリーズST600クラス シリーズチャンピオン獲得
- 2011年 - グリーンクラブ能塚 & R.P.WITH

全日本ロードレース選手権シリーズ 第4戦出場
ロードレース九州選手権シリーズ 第2戦出場